# Joseph Compton-Rickett
Joseph Compton-Rickett PC (Geburtsname Joseph Compton; * 13. Februar 1847 in London; † 30. Juli 1919 in Bournemouth, Dorset) war ein britischer Schriftsteller und Politiker der Liberal Party, der zwischen 1895 und seinem Tod 1919 Mitglied des House of Commons war und von 1916 bis zu seinem Tod das Amt des Paymaster General bekleidete.

## Leben

### Unternehmer, Unterhausabgeordneter und Paymaster General
Compton war nach dem Besuch der King Edward’s School in Bath in mehreren Unternehmen tätig und zuletzt Vorstandsvorsitzender mehrerer Kohlenhandelsgesellschaften, ehe er sich 1902 aus dem Geschäftsleben zurückzog.
Er war auch als kongregationalistischer Laienprediger tätig und der finanzielle Hauptunterstützer der im August 1885 gegründeten Nationalen Wachsamkeitsbewegung (National Vigilance Association). Diese Gesellschaft zur Durchsetzung und Verbesserung der Rechtsvorschriften gegen kriminelle Handlungen und öffentliche Unmoral war entstanden, nachdem William T. Stead in der angesehenen Abendzeitung Pall Mall Gazette eine Reihe von Artikeln gegen die Prostitution Minderjähriger verfasst hatte. Dem Exekutivkomitee dieser Gesellschaft unter dem Vorsitz des Wesleyaner Percy William Bunting gehörten neben Stead auch Bramwell Booth von der Heilsarmee, der Baptistenprediger John Clifford, der Methodistengeistliche Hugh Price Hughes, der liberale Unterhausabgeordnete und frühere Minister für Kommunalverwaltung James Stansfeld sowie der Gründer des britischen Kinderschutzbundes NSPCC (National Society for the Prevention of Cruelty to Children), Benjamin Waugh.
Compton wurde als Kandidat der Liberal Party am 13. Juli 1895 erstmals zum Mitglied des House of Commons gewählt und vertrat dort anfangs bis zum 12. Januar 1906 den Wahlkreis Scarborough sowie anschließend zwischen dem 12. Januar 1906 und dem 14. Dezember 1918 den Wahlkreis Osgoldcross. Für seine Verdienste wurde er 1907 zum Knight Bachelor geschlagen und führte fortan den Namenszusatz „Sir“. 1908 nahm er mit Königlicher Genehmigung (Royal Licence) den zusätzlichen Nachnamen Rickett an und wurde ferner 1911 zum Mitglied des Privy Council berufen.
Im Dezember 1916 wurde Compton-Rickett von Premierminister David Lloyd George in dessen nationalliberale Koalitionsregierung berufen und bekleidete in dieser bis zu seinem Tod am 30. Juli 1919 das Amt des Generalzahlmeisters  (Paymaster General). Bei den ersten Unterhauswahlen nach dem Ersten Weltkrieg wurde er am 14. Dezember 1918 im Wahlkreis Pontefract wieder zum Abgeordneten in das House of Commons gewählt und gehörte diesem bis zu seinem Tod an.

### Schriftsteller
Neben seiner politischen Laufbahn war er ferner als Schriftsteller tätig und verfasste neben Essays und Dramen auch den Science-Fiction-Roman The Quickening of Caliban: A Modern Story of Evolution (1893). Darin setzt eine verloren geglaubte Menschenrasse, die natürlicher und vermutlich weniger entwickelt als moderne Menschen ist, ihr Leben in Afrika fort und vermehrt sich dort mit einem anderen Zweig dieser Menschenrasse.
Ferner erschien eine 1922 posthum veröffentlichte Autobiografie. Einige seiner Veröffentlichungen erschienen unter dem Pseudonym Maurice Baxter.

## Veröffentlichungen
- The Christ That Is to Be: A Latter-Day Romance, Verlag Chapman and Hall, London 1891
- The Quickening of Caliban: A Modern Story of Evolution, Verlag Cassell and Company, London 1893[3]
- Origins and Faith: An Essay of Reconciliation, Verlag Hodder and Stoughton, London 1909[4]
- Joseph Compton-Rickett. A memoir, Verlag Ernest Cooper, Bournemouth 1922